# Куменан
Куменан (яп. 久米南町 Кумэнан-тё:) — посёлок в Японии, находящийся в уезде Куме префектуры Окаяма. Площадь посёлка составляет 78,60 км², население — 5025 человек (1 августа 2014), плотность населения — 63,93 чел./км².

## Географическое положение
Посёлок расположен на острове Хонсю в префектуре Окаяма региона Тюгоку. С ним граничат города Окаяма, Акаива и посёлок Мисаки.

## Население
Население посёлка составляет 5025 человек (1 августа 2014), а плотность — 63,93 чел./км². Изменение численности населения с 1980 по 2005 годы:
| 1980 | 7257 чел. |  |
| 1985 | 7005 чел. |  |
| 1990 | 6605 чел. |  |
| 1995 | 6266 чел. |  |
| 2000 | 6115 чел. |  |
| 2005 | 5690 чел. |  |

## Символика
Деревом посёлка считается гинкго, цветком — рододендрон.